# Megachile pruinosa
Megachile pruinosa är en biart som beskrevs av Pérez 1897. Megachile pruinosa ingår i släktet tapetserarbin, och familjen buksamlarbin. Inga underarter finns listade i Catalogue of Life.